# Prix du Quai des Orfèvres
Prix du Quai des Orfèvres är ett årligt franskt litteraturpris instiftat 1946 av Jacques Catineau. 
Priset går till ett outgivet manuskript till en franskspråkig polisroman. Den utvalda romanen ges sedan ut av ett stort franskt förlag, sedan 1965 Fayard. Juryn leds av chefen vid polisen i Parisprefekturen. Prisets namn hänsyftar på Parispolisens högkvarter, beläget på adressen 36, quai des Orfèvres.

## Pristagare
Följande har tilldelats priset:
- 1946: Jacques Levert, för Le Singe rouge
- 1947: Jean Le Hallier, för Un certain monsieur...
- 1948: Yves Fougères, för Nuit et brouillard
- 1949: Francis Didelot, för L'Assassin au clair de lune
- 1951: Maurice Debroka, för Opération Magali
- 1952: Saint Gilles, för Ne tirez pas sur l'inspecteur
- 1953: Cécil Saint-Laurent, för Sophie et le crime
- 1954: Alain Serdac & Jean Maurinay, för Sans effusion de sang
- 1956: Noël Calef, för Échec au porteur
- 1957: Louis C. Thomas, för Poison d'Avril
- 1958: André Gillois, för 125, rue Montmartre
- 1959: Jean Marcillac, för On ne tue pas pour s'amuser
- 1960: Rémy, för Le Monocle noir
- 1961: Robert Thomas, för Huit femmes
- 1962: Micheline Sandrel, för Dix millions de témoins
- 1963: Roland Pidoux, för On y va, patron?
- 1964: Jean-François Vignat, för Vertige en eau profonde
- 1965: Paul Drieux, för Archives interdites
- 1966: Julien Clay, för Du sang sur le grand livre
- 1967: H.L. Dugall, för La Porte d'or
- 1968: Bernard-Paul Lallier, för Le Saut de l'ange
- 1969: Christian Charrière, för Dites-le avec des fleurs
- 1970: Henry Chardot, för le Crime du vendredi saint
- 1971: André Friederich, för Un mur de 500 briques
- 1972: Pierre-Martin Perreaut, för Trop, c'est trop!
- 1974: Michèle Ressi, för La Mort du bois de Saint-Ixe
- 1975: Bernard Matignon, för Une mort qui fait du bruit
- 1976: Serge Montigny, för Une fleur pour mourir
- 1977: Jacquemard-Sénécal, för Le Crime de la maison Grün
- 1978: Pierre Magnan, för Le Sang des Atrides
- 1979: Julien Vartet, för Le Déjeuner interrompu
- 1980: Denis Lacombe, för Dans le creux de la main
- 1981: Michel Dansel, för De la part de Barbara
- 1982: Hélène Pasquier, för Coup double
- 1983: Maurice Périsset, för Périls en la demeure
- 1984: Jean Lamborelle, för On écrase bien les vipères
- 1985: Roger Labrusse, för Les Crimes du Bon Dieu
- 1986: Michel de Roy, för Sûreté urbaine
- 1987: Nicole Buffetaut, för Le Mystère des petits lavoirs
- 1988: Yves Fougères, för Un agent très secret
- 1989: Godefroy Hofer, för Plongée de nuit
- 1990: Suzanne Le Viguelloux, för La Mort au noir
- 1991: Frédéric Hoë, för Crimes en trompe-l'œil
- 1992: Louis-Marie Brézac, för Razzia sur l'antique
- 1993: Gérard Delteil, för Pièces détachées
- 1994: Jean-Louis Viot, för Une belle garce
- 1995: Michel Gastine, för Quai de la Rapée
- 1996: Gilbert Schlogel, för Rage de flic
- 1997: Roger Le Taillanter, för Heures d'angoisse
- 1998: Michel Sibra, för La Danse du soleil
- 1999: André Delabarre, för Du sang sur les roses
- 2000: André Arnaud, för Pierres de sang
- 2001: Guy Langlois, för Le Fond de l'âme effraie
- 2002: André Klopmann, för Crève l'écran
- 2003: Jérôme Jarrige, för Le Bandit n'était pas manchot
- 2004: Sylvie M. Jema, för Les Sarments d'Hippocrate
- 2005: Jules Grasset, för Les Violons du diable
- 2006: Christelle Maurin, för L'Ombre du soleil
- 2007: Frédérique Molay, för La 7e femme
- 2008: P.J. Lambert, för Le Vengeur des catacombes
- 2009: Christophe Guillaumot, för Chasses à l'homme
- 2010: Gilbert Gallerne, för Au pays des ombres
- 2011: Claude Ragon, för Du bois pour les cercueils
- 2012: Pierre Borromée, för L'hermine était pourpre
- 2013: Danielle Thiéry, för Des clous dans le cœur
- 2014: Hervé Jourdain, för Le Sang de la trahison
- 2015: Maryse Rivière, för Tromper la mort
- 2016: Lionel Olivier, för Le crime était signé
- 2017: Pierre Pouchairet, för Mortels Trafics